# Oleg Terëchin
Oleg Ivanovič Terëchin (in russo Олег Иванович Терёхин?, traslitterazione anglosassone: Oleg Ivanovich Teryokhin; Ėngel's, 12 agosto 1970) è un ex calciatore russo, di ruolo attaccante.

## Palmarès

### Club

#### Competizioni nazionali
- Coppa di Russia: 2

Dinamo Mosca: 1994-1995
Lokomotiv Mosca: 1999-2000

### Individuale
- Capocannoniere della Pervaja liga: 1

1992 (27 reti)